# 47 Meters Down
47 Meters Down (prt: 47 Metros de Terror; bra: Medo Profundo) é um filme britano-estadunidense de 2017, do gênero terror, dirigido por Johannes Roberts, roteirizado por Roberts e Ernest Riera e estrelado por Claire Holt e Mandy Moore.

## Elenco
- Claire Holt como Kate
- Mandy Moore como Lisa
- Matthew Modine como Capitão Taylor
- Chris Johnson como Javier
- Yani Gellman como Louis
- Santiago Segura como Benjamin

## Produção
O filme foi originalmente chamado de 47 Meters Down, depois foi renomeado para In the Deep, antes de ser chamado novamente de 47 Meters Down.

## Lançamento
O filme foi lançado nos cinemas dos Estados Unidos em 16 de junho de 2017, e no Reino Unido, em 28 de julho de 2017. Em Portugal, o filme foi lançado em 11 de janeiro de 2018, e no Brasil, em 8 de março de 2018.

## Recepção

### Bilheteria
47 Meters Down US$ 44,3 milhões nos Estados Unidos e Canadá e US$ 17,4 milhões no exterior, totalizando US$ 61,7 milhões em todo o mundo, com um orçamento de produção de US$ 5,5 milhões.

### Resposta da crítica
No site agregador de críticas Rotten Tomatoes, 53% das 160 resenhas dos críticos são positivas, com uma classificação média de 5,4/10. O consenso do site diz: "47 Meters Down não leva sua premissa aterrorizante tão longe quanto deveria, mas seus antagonistas dentuços ainda oferecem algumas emoções para entusiastas do gênero menos exigentes." O Metacritic, que usa uma média ponderada, atribuiu ao filme uma pontuação de 52 em 100, baseado em 24 críticos, indicando críticas "mistas ou médias". O público consultado pelo CinemaScore deu ao filme uma nota média de "C" em uma escala de A+ a F, enquanto o PostTrak relatou que os espectadores deram ao filme uma pontuação geral positiva de 55%.

### Indicações
47 Meters Down foi indicado ao Prêmio Saturno de melhor filme de terror em 2018, mas perdeu para Get Out.